# Club Deportivo Real Mamoré
Maillots
Le Real Mamoré est un club bolivien de football fondé en 2006 basé à Trinidad.

## Historique
- 2006 : fusion entre le Municipal Trinidad et Real Mamoré en Municipal Real Mamoré
- 2007 : Le club devient le Club Deportivo Real Mamoré

## Palmarès
- Deuxième division bolivienne
  - Vainqueur : 2006